# Air Baltic

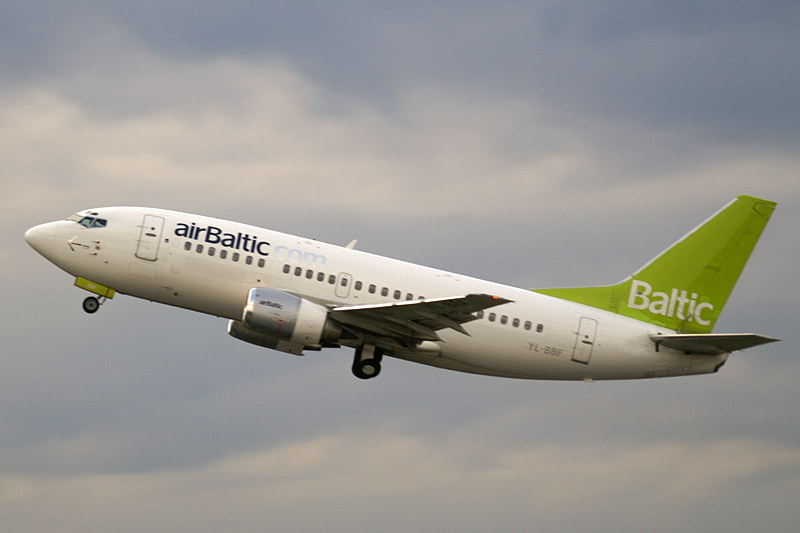
Boeing 737-500 w barwach Air Baltic

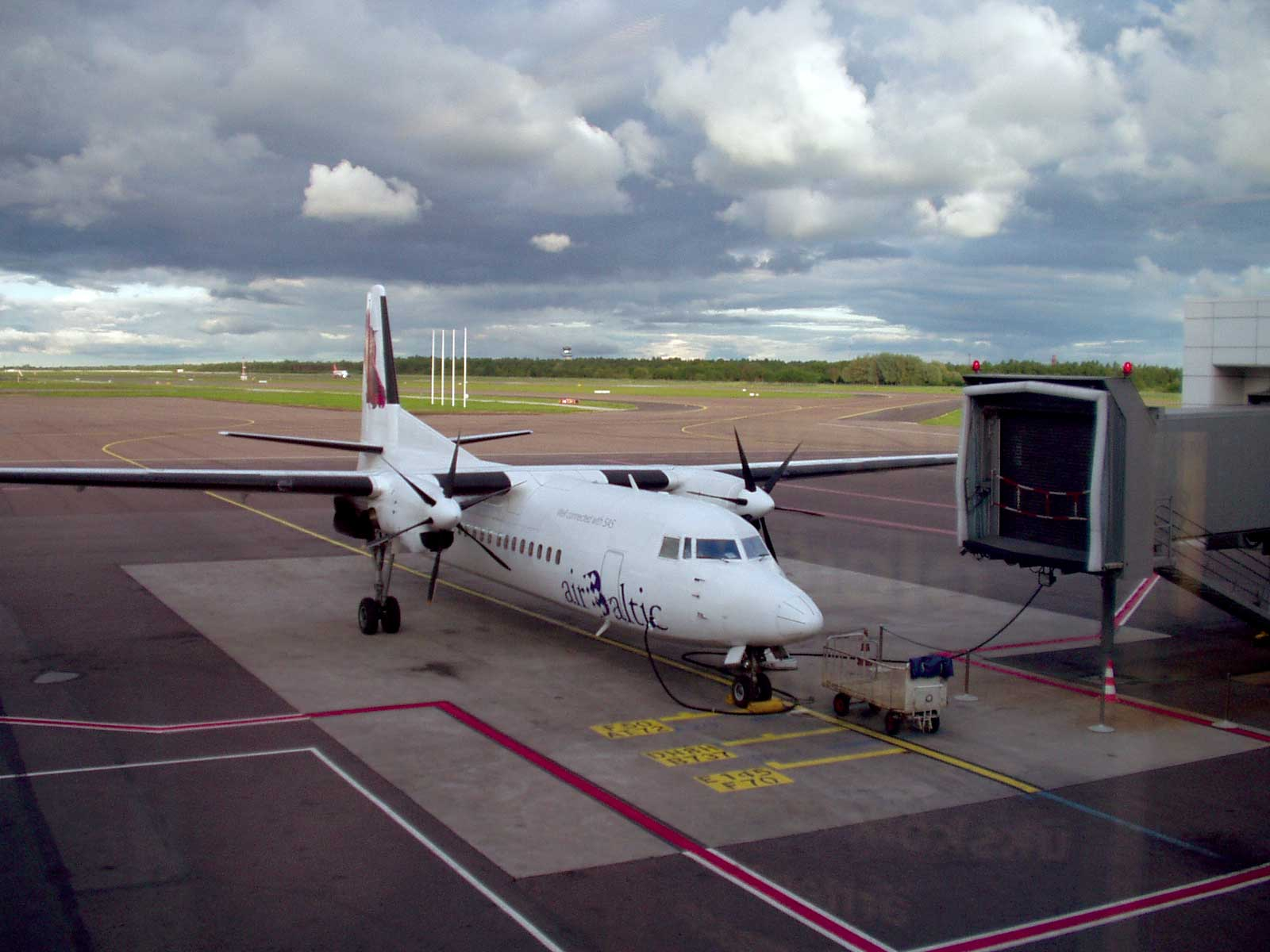
Fokker 50 w barwach Air Baltic

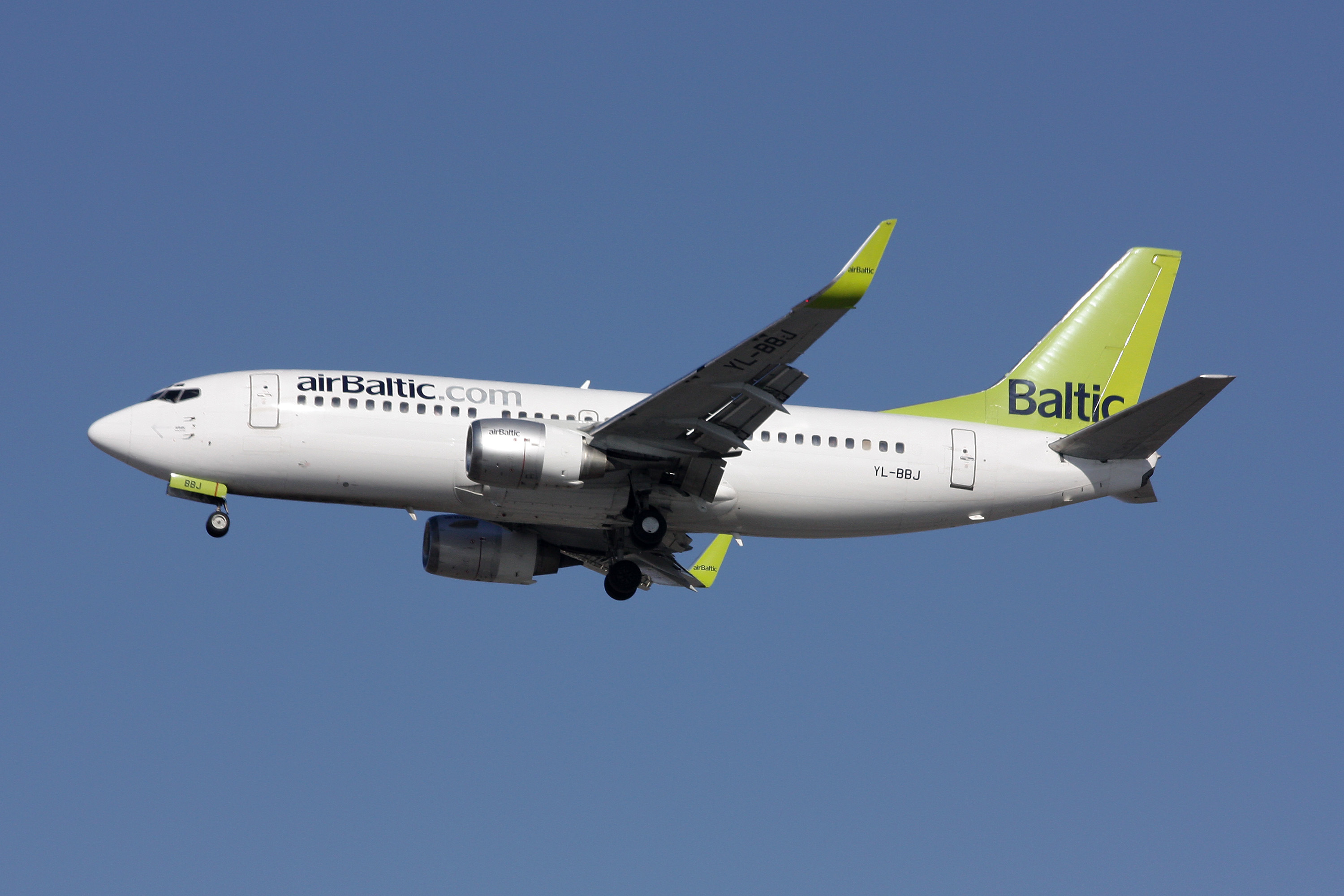
Boeing 737-300 w barwach Air Baltic

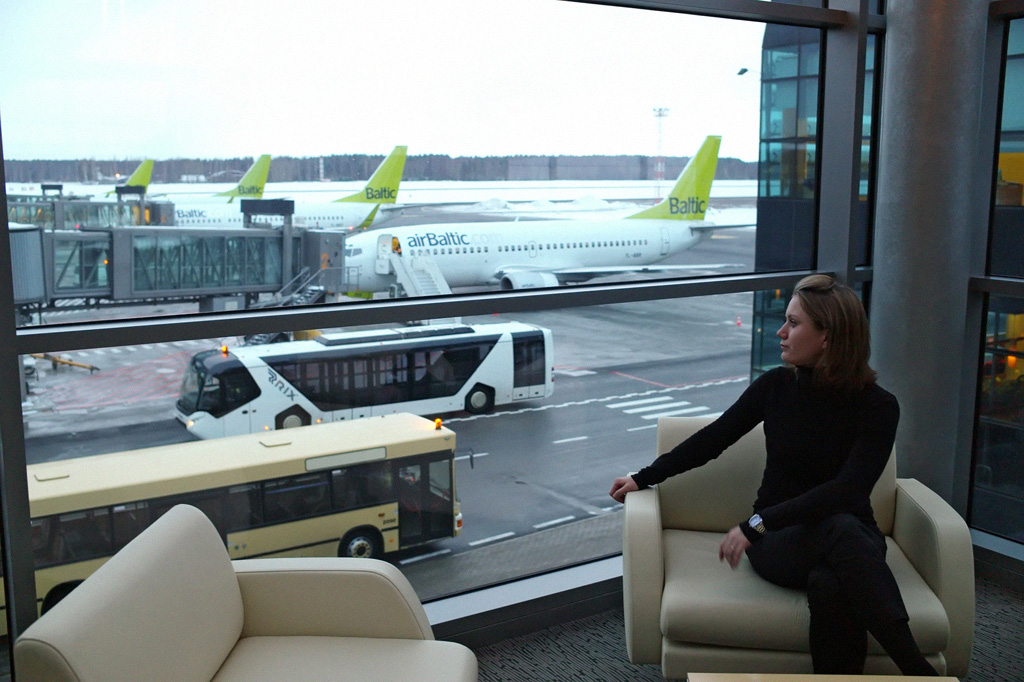
Samoloty Air Baltic w Rydze

airBaltic – łotewskie linie lotnicze założone 28 sierpnia 1995, z siedzibą w Rydze.
Łotewski rząd posiada 97,97% udziałów w firmie, pozostałe należą do prywatnego inwestora. W lutym 2025 Grupa Lufthansy zapowiedziała inwestycję i zakup mniejszościowego pakietu udziałów, który zaplanowany jest na drugi kwartał tego samego roku.
W 2025 przewoźnik wprowadził do swoich samolotów, jako pierwsza europejska linia lotnicza, darmowy Internet satelitarny Starlink.

## Flota
Według stanu na kwiecień 2025 flota airBaltic składała się z 49 samolotów o średnim wieku 4,2 lat:
| Samolot         | Samolot | Samolot   | Liczba miejsc | Uwagi                     |
| Model           | Aktywne | Zamówione | Liczba miejsc | Uwagi                     |
| --------------- | ------- | --------- | ------------- | ------------------------- |
| Airbus A220-300 | 50      | 41        | 145           | Planowana dostawa do 2030 |
| Airbus A220-300 | 50      | 41        | 149           | Planowana dostawa do 2030 |
| Łącznie         | 50      | 41        |               |                           |

### Rozwój floty
8 listopada 2015 Bombardier poinformował w Dubaju podczas 13. Dubai Airshow, że airBaltic zostanie pierwszym użytkownikiem (launch customer) większego modelu CSeries - CS300. Zamówione 13 sztuk z opcją na siedem kolejnych, zastąpią one 12 boeingów B737 oraz pozwolą na zwiększenie floty odrzutowców. Kontrakt (wraz z opcjami) opiera na kwotę 1,6 mld dolarów. W kwietniu 2016  Bombardier i airBaltic podpisały umowę w sprawie wykorzystania opcji zakupu 7 samolotów komunikacyjnych CSeries 300. Wartość porozumienia szacowana jest na 506 mln dolarów. Dzięki temu flota towarzystwa zwiększy się do 20 samolotów tego typu. 29 listopada 2016 linie airBaltic odebrały pierwszy seryjny samolot komunikacyjny Bombardier CSeries 300.
Pod koniec maja przewoźnik ogłosił swój plan rozwoju Destination 2025 który obejmował zakup kolejnych 30 maszyn Bombardier CS300 z opcją zamówienia kolejnych 30.
W  2016 airBaltic wprowadził do swojej floty pierwsze samoloty Airbus A220-300, zastępując nimi systematycznie pozostałe maszyny. Od 2020 przewoźnik dysponuje flotą składającą się całkowicie z tych maszyn. Do 2030 planowana jest rozbudowa floty do 90 maszyn.

## Porty docelowe
Według stanu na kwiecień 2025 airBaltic realizuje połączenia ze swoich lotnisk macierzystych w Rydze i Wilnie do ponad 70 portów lotniczych w 35 krajach Europy, Bliskiego Wschodu i Afryki Północnej.

## Linie partnerskie
Przewoźnik oferuje pasażerom połączenia lotnicze w formule codeshare z 24 liniami lotniczymi:
| - Aegean Airlines - Air Canada - Air France - Air Serbia - Austrian Airlines - Azerbaijan Airlines | - British Airways - Brussels Airlines - Bulgaria Air - Delta Air Lines - Emirates - Iberia | - Icelandair - ITA Airways - KLM - KM Malta Airlines - LOT - Lufthansa | - SAS - SWISS - TAP Portugal - TAROM - Turkish Airlines - Uzbekistan Airways |